# Längenberg (Bern)
Der Längenberg ist ein Höhenzug südlich von Bern in der Schweiz.

## Lage
Er bildet die westliche Flanke des südlich von Bern gelegenen Gürbetals. Diese zieht sich zwischen Kehrsatz und Riggisberg rund 11 Kilometer in nord-südlicher Richtung hin. Höchste Erhebung ist die Bütschelegg mit 1055,7 m ü. M., der Abhang zur Gürbe erreicht etwa 350 Meter Höhenunterschied. Auf dem Moränenrücken liegt die Gemeinde Wald.

## Geschichte
Beim Längenberg handelt es sich um einen Moränenzug, das heisst eine in der Würmeiszeit vom Aaregletscher gebildete Ablagerung. Er war grösstenteils im 11. Jahrhundert Eigentum der Edlen von Rümligen.